# الهيئة الطبية (إسرائيل)
الهيئة الطبية (بالعبرية: חֵיל הָרְפוּאָה‏) (Heil HaRfu'a) هو فيلق تابع لقوات الدفاع الإسرائيلية مسؤول عن توفير خدمات الرعاية الصحية والعلاج الطبي والتعليم لجميع مستويات الجيش الإسرائيلي.

## تاريخ الهيئة
خلال الحروب أو حالات الطوارئ، تتولى الهيئة الطبية السلطة على نظام الرعاية الصحية المدنية في إسرائيل. يتولى السلك التخطيط والتنظيم والإشراف على جاهزية نظام الرعاية الصحية لمواجهة الأزمات. اعتبارًا من عام 2023، يرأس الفيلق العميد البروفيسور إيلون جلاسبيرج. ويقع مقرها الرئيسي في تل هشومير .

علم القسم

## الهيكل التنظيمي للهيئة

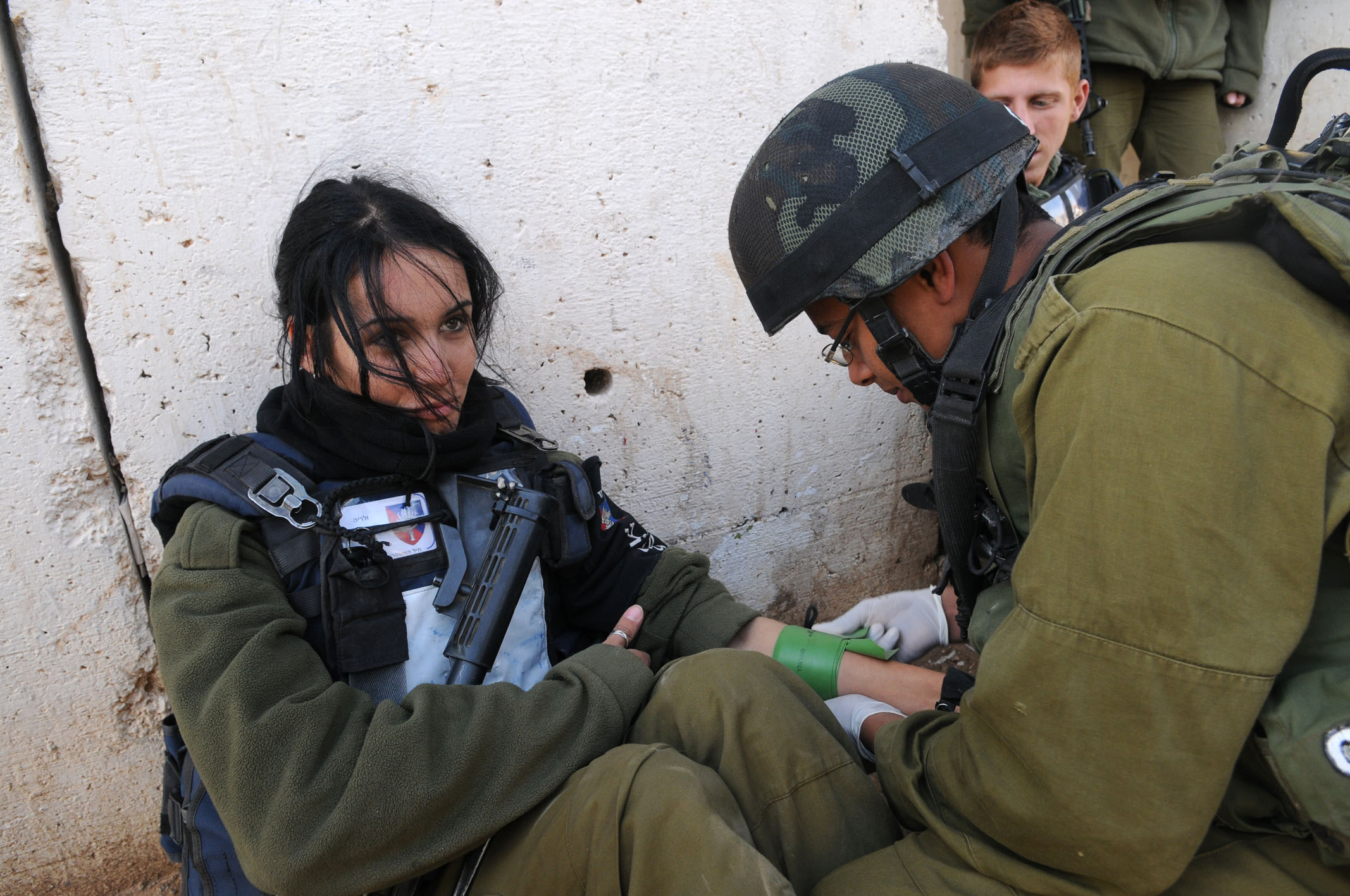
جندية تتلقى المساعدة الطبية

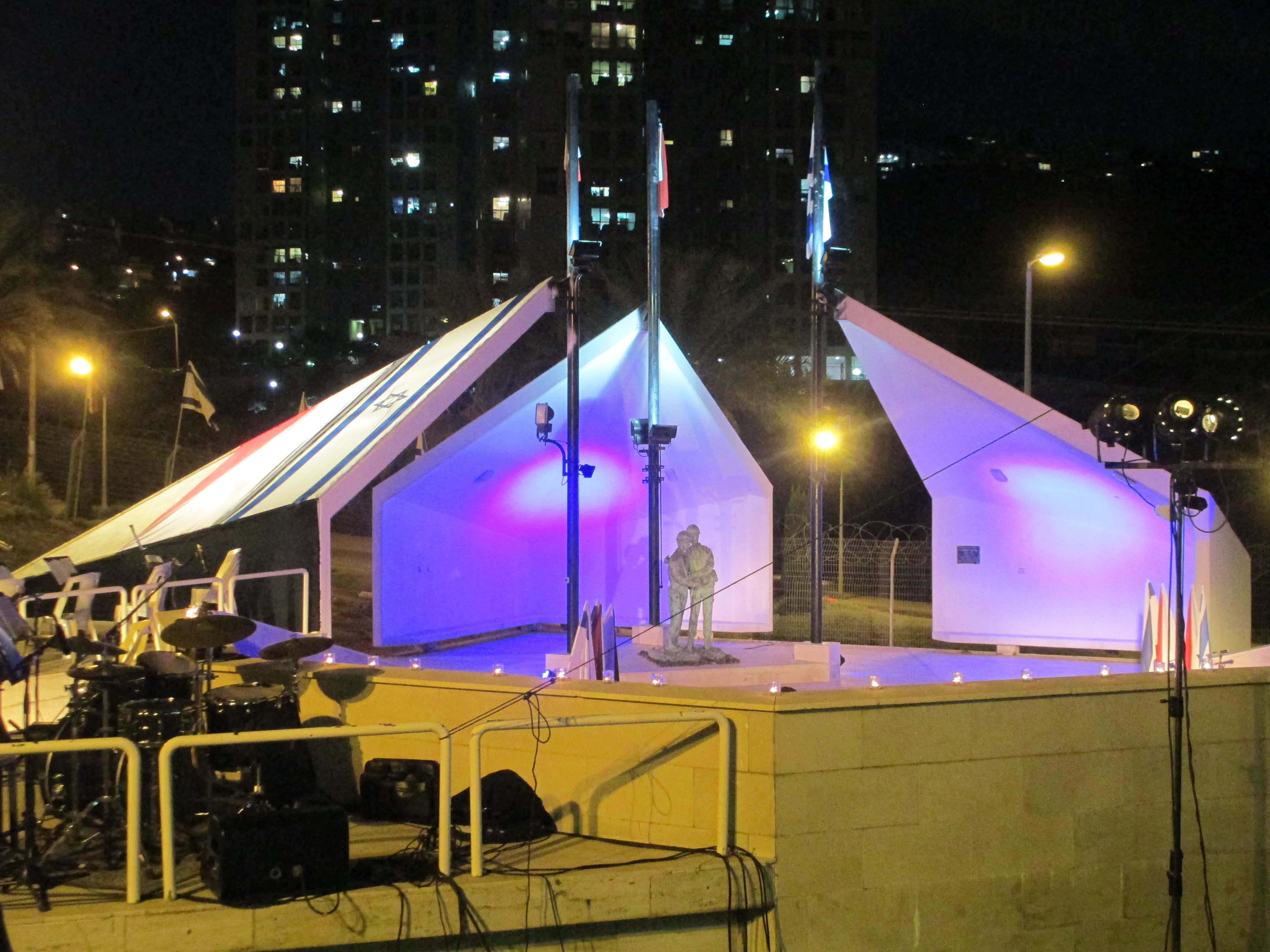
النصب التذكاري في حيفا

ينقسم الفيلق الطبي إلى ست وحدات على مستوى لواء أو كتيبة:
- قسم التنظيم الطبي
- القسم الطبي
- بهاد 10 – قاعدة التدريب وأكاديمية الطب العسكري
- قسم الصحة العقلية
- قسم صحة الأسنان
- مركز الخدمات الطبية، الذي يرأسه عقيد ، هو الوحدة التشغيلية الرئيسية للفيلق، ويتكون من أربعة مراكز خدمات طبية إقليمية.

## القادة الذين تولوا الهيئة
| إسم القائد                       | الفترة                |
| -------------------------------- | --------------------- |
| المقدم الدكتور حاييم شيبا        | 1948-1949             |
| العقيد الدكتور أفراهام أتزومون   | 1949-1956             |
| العقيد البروفسير باروش باديه     | 1956-1962             |
| العميد الدكتور إلياهو جيلون      | 1962-1967             |
| العميد الدكتور ريوفين أدلر       | 1967-1972             |
| العميد الدكتور موشي كوردوبا      | 1972-1975             |
| العميد البروفيسور دان ميشيلي     | 1975-1979             |
| العميد الدكتور إيران دوليف       | 1979-1983             |
| العميد الدكتور موشيه ريفاش       | 1983-1987             |
| العميد بروفيسور يهودا دانون      | 1987-1991             |
| العميد الدكتور مايكل وينر        | 1991-1994             |
| العميد الدكتور يشوع شيمر         | 1994-1997             |
| العميد بروفيسور أرييه الداد      | 1997-1999             |
| العميد الدكتور جيورا مارتينوفيتش | 1999-2002             |
| العميد الدكتور هزي ليفي          | 2002-2007             |
| العميد الدكتور نحمان آش          | 2007-2011             |
| العميد بروفيسور يتسحاق كريس      | 2011-2014             |
| العميد الدكتور دوفو داجان        | 2014-2017             |
| العميد الدكتور تعريف بادير       | 2017-2020             |
| العميد الدكتور إيلون جلاسبيرج    | 2020 إلى الوقت الحاضر |

## أنظر أيضاً
- ماجن ديفيد ادوم

## روابط خارجية
- الموقع الرسمي